# 花のことは話さなかったと言わないために
花のことは話さなかったと言わないために（はなのことははなさなかったといわないために、ブラジル・ポルトガル語: Pra não dizer que não falei das flores）は ジェラルド・ヴァンドレによって作られたブラジルの抵抗歌である。ブラジルが軍事政権下にあった1968年にTVグローボ主催の国際歌謡祭で発表されたが、すぐに発禁となり、ジェラルド・ヴァンドレは亡命を余儀なくされた。

## 歌詞の意味
歌詞の冒頭部分( Caminhando e cantando e seguindo a canção Somos todos iguais, braços dados ou não Nas escolas, nas ruas, campos, construções Caminhando e cantando e seguindo a canção )に書いてある、"歌いながら前に進む"は軍事政権に対する平和的なデモ を表していて、他に"全ての人々はどの状況においても同じである"という意味にもなる。サビ( Vem, vamos embora, que esperar não é saber Quem sabe faz a hora, não espera acontecer)は"軍事政権に今すぐ立ち向かおう"という解釈になる。次の歌詞 Pelos campos há fome em grandes plantações Pelas ruas marchando indecisos cordões Ainda fazem da flor seu mais forte refrão E acreditam nas flores vencendo o canhãoには" 苦しみの中、人々は花で大砲に勝てると信じている"と書かれているが、これはフランスの写真家、マルク・リブーが1976年にアメリカ国防総省の前で起きたベトナム反戦運動で、兵士に向かって、花を差しざす女性の写真からインスピレーションを受けた。

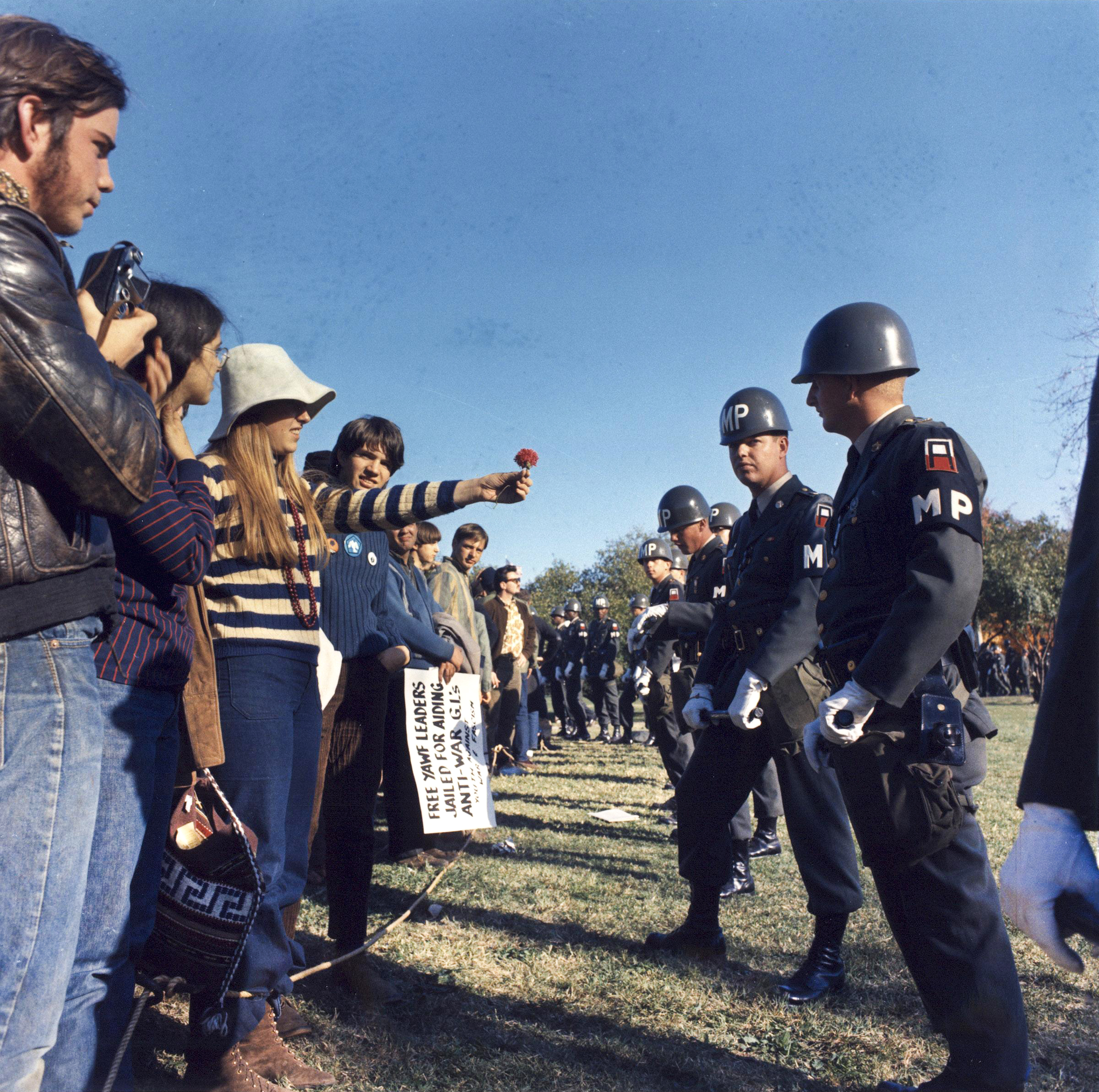
ベトナム反戦運動で花を渡す少女

この表現では"花=平和なデモでは軍部に抵抗出来ない"という表現を込められており、反軍事政権デモに拍車をかけるとみなされた。

### 第3回国際歌謡フェスティバル
この歌は、1968年9月に開催された第3回国際歌謡祭にて発表され、2位にランクインした。ジェラルドの曲は直接的な表現で、聴衆を魅了した。当時のフェスティバルではこの曲が断トツで人気であったが、審査員の投票結果では、 ジョビンとシコの曲が1位だった。結果が発表された時には、八百長だと大ブーイングが発生した(動員数約2万5000人)。ジェラルドはマイクを取り、"ジョビンとシコは尊敬に値する"と発言したが、ブーイングは止まなかった。月日が経ち、これを放送していたTVグローボは軍部から"ジェラルドの曲は1位に相応しくない"と圧力をかけられたことを発表した。
同じ頃、独立記念日のボイコットをマルシオ・モレイラ・アルヴェスが呼びかけた、国会議員への警告や、エスカレートしていくデモを押さえつけるために、フェスティバルの2ヶ月後(1968年12月13日)に軍政令第5号が発令された。国会、州議会、市議会は停止、政治家や反軍事政権派の著名人が亡命するなど、手に負えない状況だった。ジェラルドもその1人で、フェスティバル後は身を隠し、チリに亡命した。その後、複数の国を渡り、1973年、ブラジルに帰国した。
この曲は1979年まで販売・放送禁止だったが、解禁後は、シモーネにより、カバーされた。1985年に終わった軍事政権後も、ブラジルの歴史上、重要な楽曲の一つとして、学校や歴史の授業で紹介されている。2006年には、現代風にアレンジされたバージョンが、政府による大学進学支援プログラムのメインソングになった。

### ジェラルドのその後
ブラジルに帰国後は、公の舞台には立たず、弁護士として働いていた。現在は定年退職、まれにゲストとして出演するが、 "ブラジルの最も有名なプロテストソングを作った人物"というイメージが着いてしまったことで活動意欲を失ってしまった。インタビューでは、「プロテストソングを作ったわけではない。ブラジル音楽を作っただけ。」と語った。